# Lycianthes boninensis
Lycianthes boninensis är en potatisväxtart som beskrevs av Friedrich August Georg Bitter. Lycianthes boninensis ingår i Himmelsögonsläktet som ingår i familjen potatisväxter. Inga underarter finns listade i Catalogue of Life.